# Chiropotes
Sakis à barbe, Sakis barbus
Pour les articles homonymes, voir Saki.
Genre
Les sakis à barbe ou sakis barbus forment un genre (Chiropotes) de singes du Nouveau Monde de la famille des Pitheciidae. Avec les sakis moine (genre Pithecia) et les ouakaris (genre Cacajao), ils constituent la sous-famille des Pitheciinae.

## Liste d'espèces
D'après l'ouvrage Handbook of the Mammals of the World en 2013 :
- Chiropotes satanas (Hoffmannsegg, 1807) - Satan[4], Saki satan[1], Saki noir[4]
- Chiropotes chiropotes (Humboldt, 1811) - Saki à dos roux[1]
- Chiropotes sagulatus (Traill, 1821) - Saki à gilet[5]
- Chiropotes israelita (Spix, 1823) - Saki juif[5]
- Chiropotes albinasus (I. Geoffroy Saint-Hilaire & Deville, 1848) - Saki à nez blanc[6]
- Chiropotes utahickae Hershkovitz, 1985